# شمی (ایذه)
شمی روستایی باستانی در دهستان پیان شهرستان ایذه استان خوزستان است. این منطقه با داشتن آثار باستانی همچون مرد پارتی{سورنا} مشهور است که هم‌اکنون این تندیس با شماره ۲۴۰۱ در موزه ملی ایران به ثبت رسیده‌است.  ساکنان روستای شمی طایفه ململی و خانواده صالحوند شمی بوده است . 
ویژگی‌های طبیعی: 
روستای شمی در یک منطقه کوهستانی قرار دارد و از رودخانه‌ای پر آب عبور می‌کند که در گذشته، نقش مهمی در کشاورزی و دامپروری مردم روستا داشته است. 
جاذبه‌های گردشگری:
روستای شمی دارای جاذبه‌های گردشگری زیادی است. از جمله این جاذبه‌ها می‌توان به محوطه باستانی شمی، رودخانه، کوه‌ها و مناظر طبیعی زیبای آن اشاره کرد. 
جمع‌بندی:

روستای شمی یک منطقه باستانی، فرهنگی و طبیعی مهم است که به عنوان یکی از مقاصد گردشگری جذاب استان ایذه مطرح است. با بررسی تاریخ، فرهنگ و ویژگی‌های منحصر به فرد این روستا، می‌توان به شناخت دقیق‌تری از تاریخ و هویت ایران رسید.